# Preble-Spitzmaus

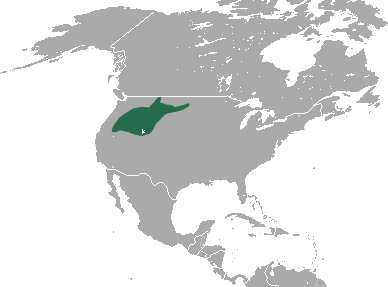
Verbreitungsgebiet der Preble-Spitzmaus

Die Preble-Spitzmaus (Sorex preblei) ist ein kleiner Vertreter der Gattung der Rotzahnspitzmäuse. Sie wurde 1922 von Hartley H. T. Jackson erstmals beschrieben und nach dem US-amerikanischen Zoologen Edward Alexander Preble benannt, der den Holotyp fand. Die Art gilt als nicht gefährdet (Least Concern).

## Merkmale
Die Preble-Spitzmaus ist eine der kleinsten Arten aus der Gattung Sorex in Nordamerika. Sie erreicht eine Gesamtlänge von 77–95 mm bei einer Schwanzlänge von 28–38 mm. Die Körpermasse liegt bei 2,1–4,1 g. Sie hat 7–11 mm lange Hinterbeine und 8–11 mm lange Ohren. Die Oberseite ist mit grauem Fell bedeckt, während das Fell der Unterseite eine silbergraue Färbung aufweist. Die Füße haben auf der Oberseite hellbraune Haare und der Schwanz ist in eine olivbraune Oberseite sowie eine haselnussbraune Unterseite aufgeteilt. Sorex preblei unterscheidet sich von nahe verwandten Arten wie der Merriam-Spitzmaus (Sorex merriami) in abweichenden Details des Schädelbaus.

## Verbreitung
Das Verbreitungsgebiet der Art liegt im Westen Nordamerikas und reicht von der Hochebene des Columbia Plateau über Teile der Rocky Mountains bis in höhere Bereiche der Great Plains. Die Preble-Spitzmaus wurde zwischen 1.280 und 2.550 Meter Höhe registriert. Das Habitat variiert zwischen halbtrockenen Gebieten mit Wiesen und Büschen, Nadelwäldern im Bergland, Feuchtgebieten im Anschluss an Seen und Landschaften die von Pappeln sowie Vertretern der Gattung Artemisia dominiert werden.

## Lebensweise
Die Art entspricht im Verhalten den anderen Rotzahnspitzmäusen. Sie frisst Insekten und andere Wirbellose wie Regenwürmer, Weichtiere und Hundertfüßer. Die Preble-Spitzmaus hält keinen Winterschlaf und kann tag- oder nachtaktiv sein. Sie toleriert in ihrem Revier verschiedene andere Spitzmäuse und Nagetiere.